# Le Film
Pour les articles homonymes, voir Film.
Albums de Philippe Katerine
Magnum
(2013) Confessions
(2019)
Le Film est le treizième album studio du chanteur français Philippe Katerine, sorti en France le 8 avril 2016. Cet album est réalisé avec Julien Baer.

## Chansons de l'album
| No  | Titre                | Durée |
| --- | -------------------- | ----- |
| 1.  | Le film              | 2:30  |
| 2.  | Pas simple           | 2:24  |
| 3.  | Papa                 | 2:27  |
| 4.  | Les objets           | 3:15  |
| 5.  | Compliqué            | 2:22  |
| 6.  | Doudou               | 2:04  |
| 7.  | Le bonheur           | 2:24  |
| 8.  | Automobile           | 2:55  |
| 9.  | Merveilleux          | 2:44  |
| 10. | Les plantes          | 1:56  |
| 11. | 3 ans                | 2:46  |
| 12. | La Seine             | 2:35  |
| 13. | Danse traditionnelle | 2:31  |
| 14. | À l'Élysée           | 2:58  |
| 15. | Quand c'est fini     | 0:45  |
| 16. | Moment parfait       | 3:09  |